# Justine Joli
Justine Joli, de son vrai nom Seana Hawkins, née le 16 juillet 1980 à Saint-Louis dans le Missouri, est un mannequin de charme et actrice pornographique américaine.

## Biographie

### Jeunesse et formation
Justine Joli grandit dans le Missouri, dans une famille catholique plutôt restrictive sur le plan des mœurs,. Enfant, elle s'adonne à l'équitation, à la natation et pratique la danse jusqu'à ses quinze ans. Ses vacances se partagent entre une ferme de Hannibal (Missouri) et Crested Butte (Colorado). Elle perd sa virginité à seize ans et se découvre aussitôt, en dépit de sa timidité et ses complexes, des penchants exhibitionnistes. Graffeuse (elle signe ses œuvres sous le nom de Live), elle aime au cours de ses escapades nocturnes, faire l'amour avec son petit ami dans des lieux publics déserts. Elle découvre aussi très tôt sa bisexualité. À la fin de son adolescence, elle part pour Los Angeles avec sa mère où elle envisage de poursuivre des études en psychologie.

### Débuts dans la pornographie
Elle travaille dans une galerie marchande quand elle est remarquée par Kris Kramski. La jeune femme décline les avances du réalisateur, mais celui-ci fait tout de même circuler quelques photos d'essais qui lui permettent d'entrer dans le monde du porno. Elle commence alors à poser pour divers magazines et sites internet. Pendant les premiers mois, elle est si nerveuse qu'elle ne se sent pas en état de conduire pour se rendre sur les plateaux et sa mère doit l'accompagner. Elle travaille énormément et en 2001, elle apparaît dans Hustler et dans Penthouse. Elle devient très populaire sur le Web grâce aux sites ALS Scan, Matt's Models et Danni's Hard Drive notamment. Justine Joli choisit son nom de scène en référence à l’héroïne du Marquis de Sade.

### Entre Glamour et BDSM
Elle entame une carrière d'actrice pornographique pour Andrew Blake qui l'emploie dans sept films et en fait une vedette du porno chic. Elle tourne aussi pour Michael Ninn, Paul Thomas et Devan Cypher dont elle partage un temps la vie. Bien que bisexuelle, elle choisit de n'apparaître devant la caméra qu'avec des femmes, ne se sentant pas à l'aise dans des scènes hétérosexuelles . On la voit donc dans des scènes lesbiennes ou de masturbation, des solos « glamour » ou fétichistes mais aussi dans des mises en scène BDSM. Elle lance ensuite son propre site Internet et devient Glamourcon Girl of the Year en 2006 et Penthouse Pet of the Month en septembre 2007. Elle reconnaît beaucoup s'amuser dans une profession qui lui permet de surmonter ses complexes de jeunesse,.

### Carrière en dehors du porno
En dehors du porno, Justine Joli apparaît en 2005 dans la série télévisée Totally Busted et dans le court métrage Flesh d'Édouard Salier puis dans le film Black Dynamite en 2009. Elle est aussi invitée dans les émissions de télévision (Howard Stern) ou de radio. Elle se lance sur scène et est remarquée pour ses spectacles de danse burlesque qu'elle propose à New York. Elle est choisie en 2010, pour participer à Caligula Maximus, une production théâtrale érotique de l'Off-Broadway et incarne Caesonia,. La même année, elle pose pour le calendrier Nerdcore Horror. En 2011, elle tient le rôle récurrent d'Elizabeth dans la série télévisée Life on Top.

### Vie privée
Dans sa vie privée, Justine partage ses préférences sexuelles « à 60 % pour les hommes et 40 % pour les femmes ». Elle pratique le BDSM et, si on la voit surtout soumise dans son travail, elle ne dédaigne pas quelquefois renverser les rôles. Elle aime se sentir à l'écoute des désirs de l'autre, donner du plaisir à son ou sa partenaire et se dit experte en fellation. Elle aime la cuisine française et pratique certains sports nue (rafting, saut à l'élastique). Elle se définit elle-même comme une véritable geek avide des nouvelles technologies. Elle est une grande fan de science-fiction (Star Trek, Blade Runner, Dune) et d'animation (Ghost in the Shell, Princesse Mononoké).

## Filmographie

### Cinéma
- 2005 : Flesh d'Édouard Salier :
- 2009 : Black Dynamite de Scott Sanders : la nageuse blanche

### Télévision
- 2005 : Bubble Girl, un épisode de la série télévisée Totally Busted
- 2006 : The Institute, un épisode de la série télévisée Totally Busted
- 2009 : Sister Act, épisode de la série télévisée Life on Top : Jen
- 2009 : Girls Night Out, épisode de la série télévisée Life on Top : Jen
- 2009 : Down for the Count, épisode de la série télévisée Life on Top : Jen
- 2011 : Ready to Rock, épisode de la série télévisée Life on Top : Elizabeth
- 2011 : Ladies Night, épisode de la série télévisée Life on Top : Elizabeth
- 2011 : Farmer and the Bella, épisode de la série télévisée Life on Top : Elizabeth
- 2011 : The Phucket List, épisode de la série télévisée Life on Top : Elizabeth
- 2011 : Blackout, épisode de la série télévisée Life on Top : Elizabeth
- 2011 : Bad Luck Chuck, épisode de la série télévisée Life on Top : Elizabeth
- 2011 : The Angelina Effect, épisode de la série télévisée Life on Top : Elizabeth
- 2011 : Exhibitionist, épisode de la série télévisée Life on Top : Elizabeth
- 2012 : Sexy Assassins, téléfilm de David Nichols
- 2012 : Rule 21: The Magic Pussy Rule, un épisode de la série télévisée The Girl's Guide to Depravity d'Alex Merkin : Granola Girl

## Récompenses et nominations
Nominations :
- 2003 AVN Awards - Best Tease Performance - pour Girlfriends[18]
- 2004 AVN Awards - Best Tease Performance - pour Jack's Playground[19]
- 2005 AVN Awards - Best All-Girl Sex Scene - pour Gina Lynn's Close-Up 2 avec Jessica Jaymes et Ramona Luv[20]
- 2006 AVN Awards - Best Tease Performance - pour Blue erotica[21]
- 2006 AVN Awards - Best All-Girl Sex Scene - pour Kill Girl Kill 2 avec Jade Starr[21]
- 2007 AVN Awards - Best All-Girl Sex Scene - pour All About Keri avec Sarah Blake[22]
- 2007 AVN Awards - Best Solo Sex Scene - pour Atomic Vixens[22]